# Grytan
Grytan ist ein Ortsteil von Östersund in der schwedischen Provinz Jämtlands län. Er liegt etwa zwölf Kilometer südöstlich des Stadtzentrums von Östersund an einer langgestreckten Bucht des Sees Storsjön.
Vor 2015 besaß Grytan den Status eines eigenständigen Småorts mit zuletzt (2010) 157 Einwohnern. Da das Gebiet entlang dem Seeufer südöstlich von Östersund mittlerweile durchgängig bebaut ist, wurde Grytan wie auch die benachbarten früheren Tätorte Optand und Brunflo 2015 in den Tätort Östersund integriert.
Grytan liegt an der Bahnstrecke Sundsvall–Storlien (der frühere Haltepunkt ist außer Betrieb) sowie den dort gemeinsam verlaufenden Europastraßen 45 (Inlandsvägen) und 14.